# Rally van Indonesië
De Rally van Indonesië, formeel Rally Indonesia, is een rallyevenement gehouden in Indonesië. Het is een ronde geweest van het Azië-Pacific rallykampioenschap en maakte tussen 1996 en 1997 ook onderdeel uit van de kalender van het wereldkampioenschap rally. De rally staat onder de organisatie van Bloedus Management Indonesia.

## Geschiedenis
De eerste editie van de rally vond plaats in 1976. Sindsdien wist het zich op te bouwen tot een internationaal evenement en kreeg in 1989 een plaats op de kalender van het Azië-Pacific rallykampioenschap (APRC), dat onder de organisatie van de FIA datzelfde jaar werd begonnen. De rally diende in 1994 en 1995 als kandidatuur voor een plek op de kalender van het wereldkampioenschap rally. De organisatoren slaagden hierin en kregen voor het 1996 seizoen de WK-status. De rally behield zijn plaats in 1997 en werd de rally ditmaal later in het jaar verreden. Beide WK-edities kwamen op naam van tweevoudig wereldkampioen Carlos Sainz. Oorspronkelijk stond de rally ook in het daaropvolgende 1998 seizoen op de kalender, alleen werd de rally voortijdig afgelast, nadat een financiële crisis in Azië voor politieke onrust zorgde in het land.
In 2000 keerde het evenement weer terug en sinds 2005 was het ook weer een ronde van het APRC. Daarnaast had de organisatie tevens weer de intentie om terug te keren naar het WK. De 2010 editie zou weer als kandidaatrally fungeren voor een plek op de kalender in 2012, maar vanwege de economische omstandigheden destijds, hebben de organisatoren hiervan af laten weten en de rally werd dat jaar niet verreden.

## Lijst van winnaars
| Editie | Seizoen     | Rijder               | Navigator            | Auto                       |                      |
| ------ | ----------- | -------------------- | -------------------- | -------------------------- | -------------------- |
| 35     | 2015        | Subhan Aksa          | Hade Mboi            | Mitsubishi Lancer Evo X    |                      |
| 34     | 2014        | Subhan Aksa          | Hade Mboi            | Mitsubishi Lancer Evo X    |                      |
| 33     | 2013        | Rizal Sungkar        | Endrue Fasa          | Mitsubishi Lancer Evo X    |                      |
|        | 2012 - 2011 | Rally niet gehouden. | Rally niet gehouden. | Rally niet gehouden.       | Rally niet gehouden. |
|        | 2010        | Rally geannuleerd.   | Rally geannuleerd.   | Rally geannuleerd.         | Rally geannuleerd.   |
| 32     | 2009        | Cody Crocker         | Ben Atkinson         | Subaru Impreza WRX STi     |                      |
| 31     | 2008        | Gaurav Gill          | Jagder Singh         | Mitsubishi Lancer Evo IX   |                      |
| 30     | 2007        | Jussi Välimäki       | Jarkko Kalliolepo    | Mitsubishi Lancer Evo IX   |                      |
| 29     | 2006        | Toshi Arai           | Tony Sircombe        | Subaru Impreza WRX STi     |                      |
| 28     | 2005        | Jussi Välimäki       | Jarkko Kalliolepo    | Mitsubishi Lancer Evo VIII |                      |
| 27     | 2004        | Hery Agung           | Hade Mboi            | Mitsubishi Lancer Evo VII  |                      |
| 26     | 2003        | Rifat Sungkar        | Karel Hailatu        | Mitsubishi Lancer Evo IV   |                      |
| 25     | 2002        | Rifat Sungkar        | Mohamad Herkusuma    | Mitsubishi Lancer Evo IV   |                      |
| 24     | 2001        | Chandra Alim         | Prihatim Kasiman     | Mitsubishi Lancer Evo VI   |                      |
| 23     | 2000        | Karamjit Singh       | Allen Oh             | Proton Pert                |                      |
|        | 1999 - 1998 | Rally niet gehouden. | Rally niet gehouden. | Rally niet gehouden.       | Rally niet gehouden. |
| 22     | 1997        | Carlos Sainz         | Luís Moya            | Ford Escort WRC            |                      |
| 21     | 1996        | Carlos Sainz         | Luís Moya            | Ford Escort RS Cosworth    |                      |
| 20     | 1995        | Colin McRae          | Derek Ringer         | Subaru Impreza 555         |                      |
| 19     | 1994        | Kenneth Eriksson     | Staffan Parmander    | Mitsubishi Lancer Evo II   |                      |
| 18     | 1993        | Possum Bourne        | Rodger Freeth        | Subaru Legacy RS           |                      |
| 17     | 1992        | Ross Dunkerton       | Fred Cogentas        | Mitsubishi Galant VR-4     |                      |
| 16     | 1991        | Ross Dunkerton       | Fred Cogentas        | Mitsubishi Galant VR-4     |                      |
| 15     | 1990        | Kenjiro Shinozuka    | John Meadows         | Mitsubishi Galant VR-4     |                      |
| 14     | 1989        | Ross Dunkerton       | Mej Zainuddin        | Mitsubishi Galant VR-4     |                      |
| 13     | 1988        | Beng Soeswanto       | Adiguna Sutowo       | Mitsubishi Lancer 1600 GSR |                      |
| 12     | 1987        | John Bosch           | Kevin Gormley        | Audi quattro A2            |                      |
| 11     | 1986        | Beng Soeswanto       | Adiguna Sutowo       | Ford TX 3                  |                      |
| 10     | 1985        | n.b.                 | n.b.                 | n.b.                       |                      |
| 9      | 1984        | n.b.                 | n.b.                 | n.b.                       |                      |
| 8      | 1983        | n.b.                 | n.b.                 | n.b.                       |                      |
| 7      | 1982        | n.b.                 | n.b.                 | n.b.                       |                      |
| 6      | 1981        | n.b.                 | n.b.                 | n.b.                       |                      |
| 5      | 1980        | n.b.                 | n.b.                 | n.b.                       |                      |
| 4      | 1979        | n.b.                 | n.b.                 | n.b.                       |                      |
| 3      | 1978        | n.b.                 | n.b.                 | n.b.                       |                      |
| 2      | 1977        | n.b.                 | n.b.                 | n.b.                       |                      |
| 1      | 1976        | n.b.                 | n.b.                 | n.b.                       |                      |